# Фудзивара, Эми
Э́ми Фудзива́ра () — японская кёрлингистка.

## Достижения
- Тихоокеанско-азиатский чемпионат по кёрлингу: золото (2000).

## Команды
| Сезон   | Четвёртый      | Третий        | Второй      | Первый        | Запасной        | Турниры           |
| ------- | -------------- | ------------- | ----------- | ------------- | --------------- | ----------------- |
| 1999—00 | Юкари Окадзаки | Эми Фудзивара | Синобу Аота | Эрико Минатоя | Котоми Исидзаки | ЧМ 2000 (9 место) |
| 2000—01 | Юкари Окадзаки | Эми Фудзивара | Синобу Аота | Эрико Минатоя | Котоми Исидзаки | ТАЧ 2000          |

(скипы выделены полужирным шрифтом)